# Palazzo De Lieto

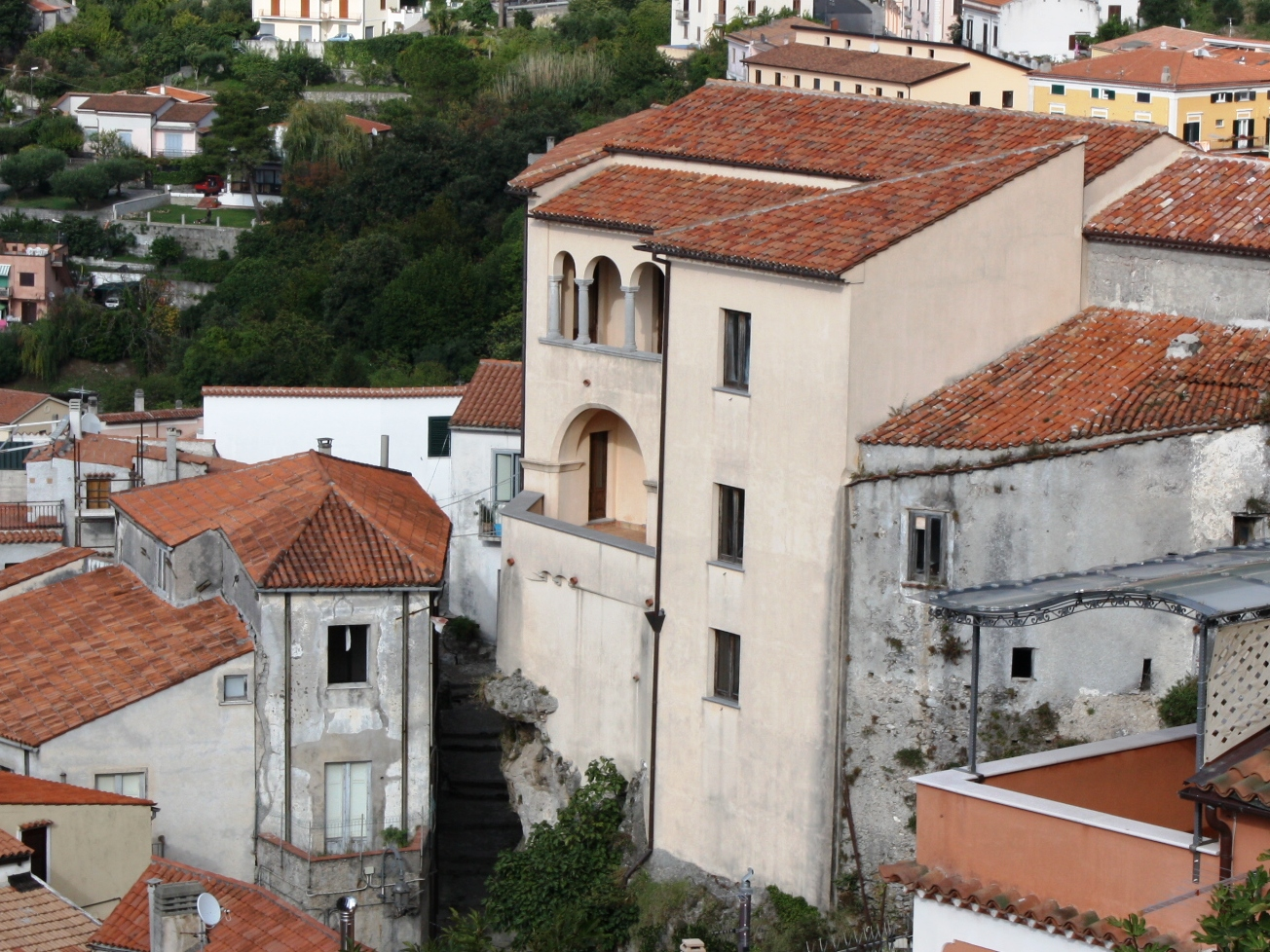
Palazzo De Lieto, tra le case di Maratea

Palazzo De Lieto è un edificio settecentesco di Maratea, in provincia di Potenza, attualmente utilizzato per attività culturali. 
Dal dicembre 2014 il Ministero per i beni e le attività culturali lo gestisce tramite il Polo museale della Basilicata, nel dicembre 2019 divenuto Direzione regionale Musei.

## Storia
Palazzo De Lieto fu costruito, per volontà di Giovanni De Lieto, nel 1734 per ospitare il primo ospedale di Maratea. Quando, durante il XIX secolo, l'ospedale di Maratea fu dichiarato distrettuale, e nel secolo successivo il nosocomio si spostò nell'ex convento dei Paolotti, e Palazzo De Lieto fu abbandonato.
Negli anni '90 del XX secolo è stato magnificamente restaurato per ospitare mostre.

## Architettura
Situato nel Borgo antico di Maratea, il palazzo poggia su un grande sperone roccioso. Si sviluppa su due piani, ed è munito di grandi saloni (di cui alcuni ancora oggi conservano gli originali caminetti). Il piano alto presenta delle lunghe logge, intervallate da archi con piedritti lavorati.

### Il Portale
Come tutti gli antichi palazzi marateoti, anche Palazzo De Lieto conserva l'originale e sontuoso portale litico. Questo si presenta con un grande portone di legno, sostenuto con architravi in pietra e tufo. I piedritti e gli archi sono costituiti da pietre quadrate, e sulla chiave di volta si trova l'aralda della famiglia De Lieto. Sopra il timpano si trova una lapide con su scritto:
(Ospedale costruito, a sue spese, da Giovanni De Lieto, nell'anno 1734. Oronzo, della stessa famiglia, con questa lapide volle ricordare ai posteriori.)

## Mostre
- Mostra Archeologica. Il palazzo ospita una mostra perenne di archeologia subacquea. Si possono ammirare le ancore e le anfore di epoca romana ritrovate nei fondali di Maratea, e in particolare nei pressi dell'isola di Santo Janni.